# 泰拜尔盖
36°57′16″N 8°45′29″E / 36.95444°N 8.75806°E

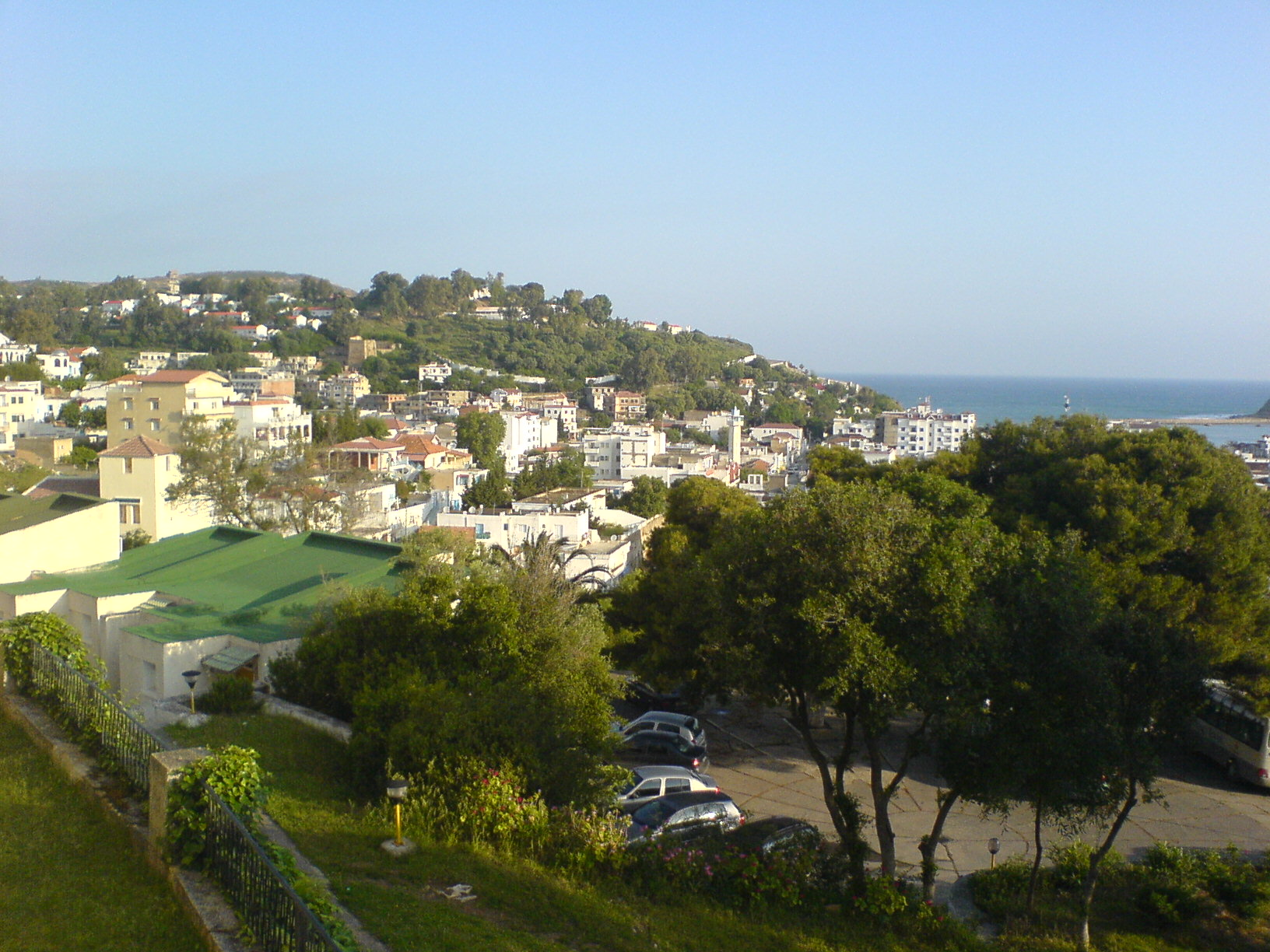

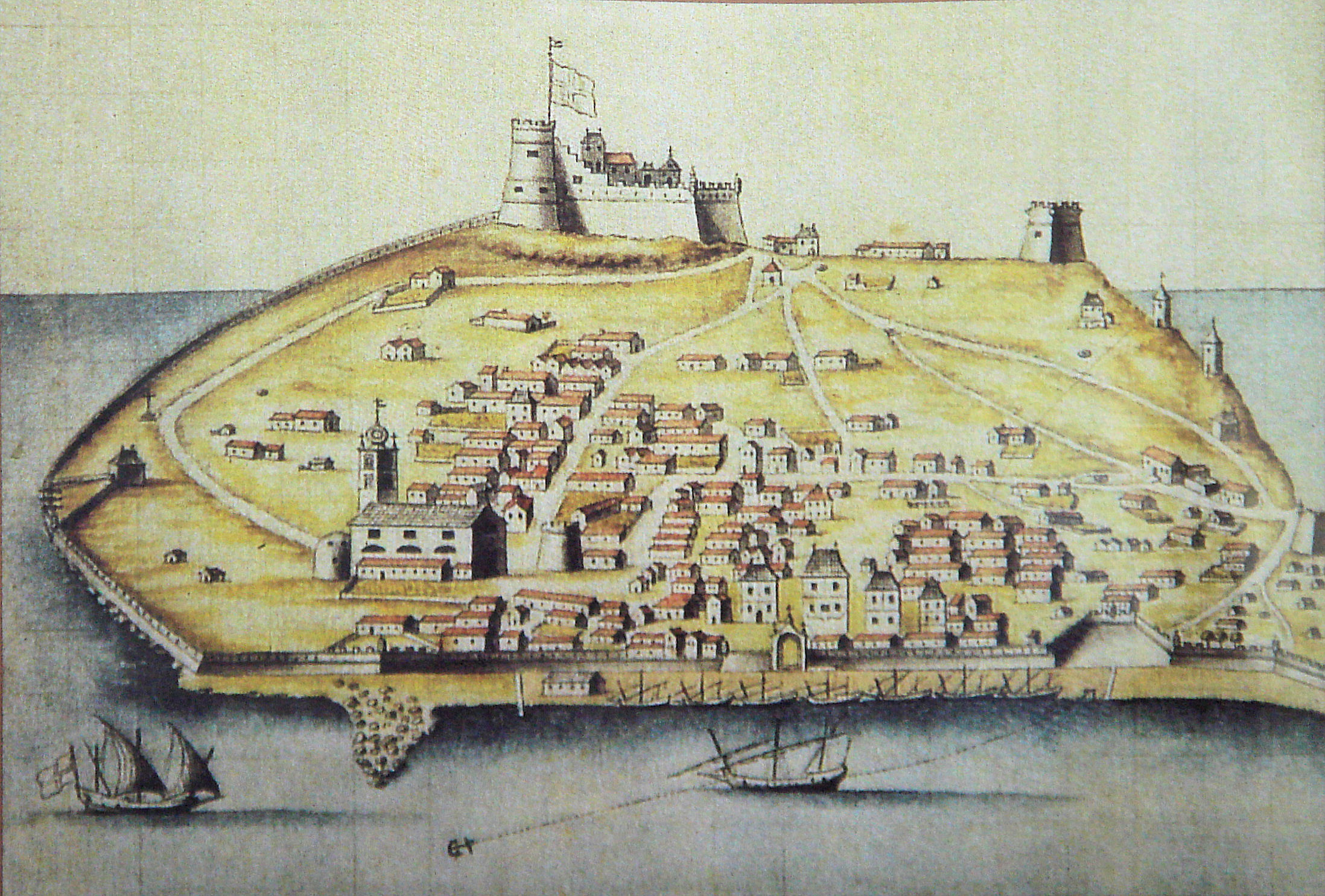

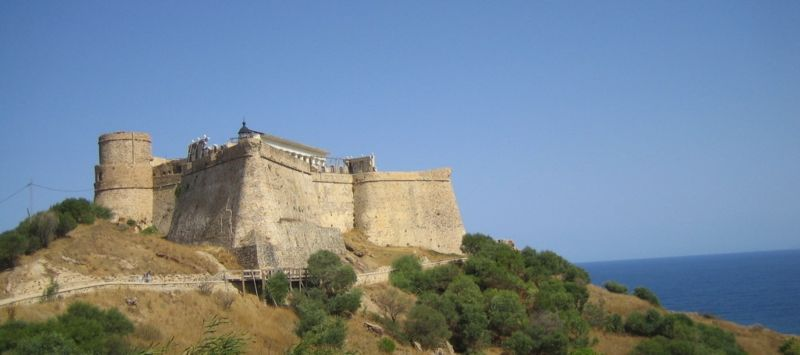

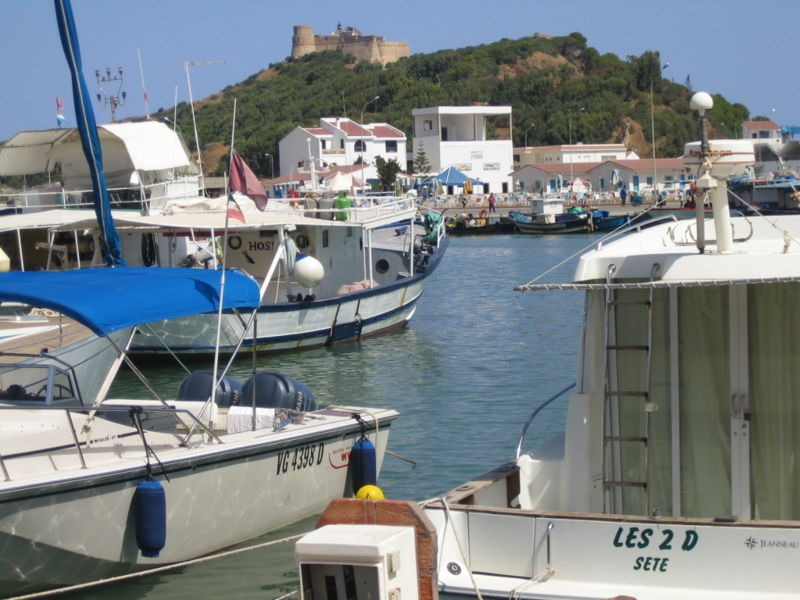

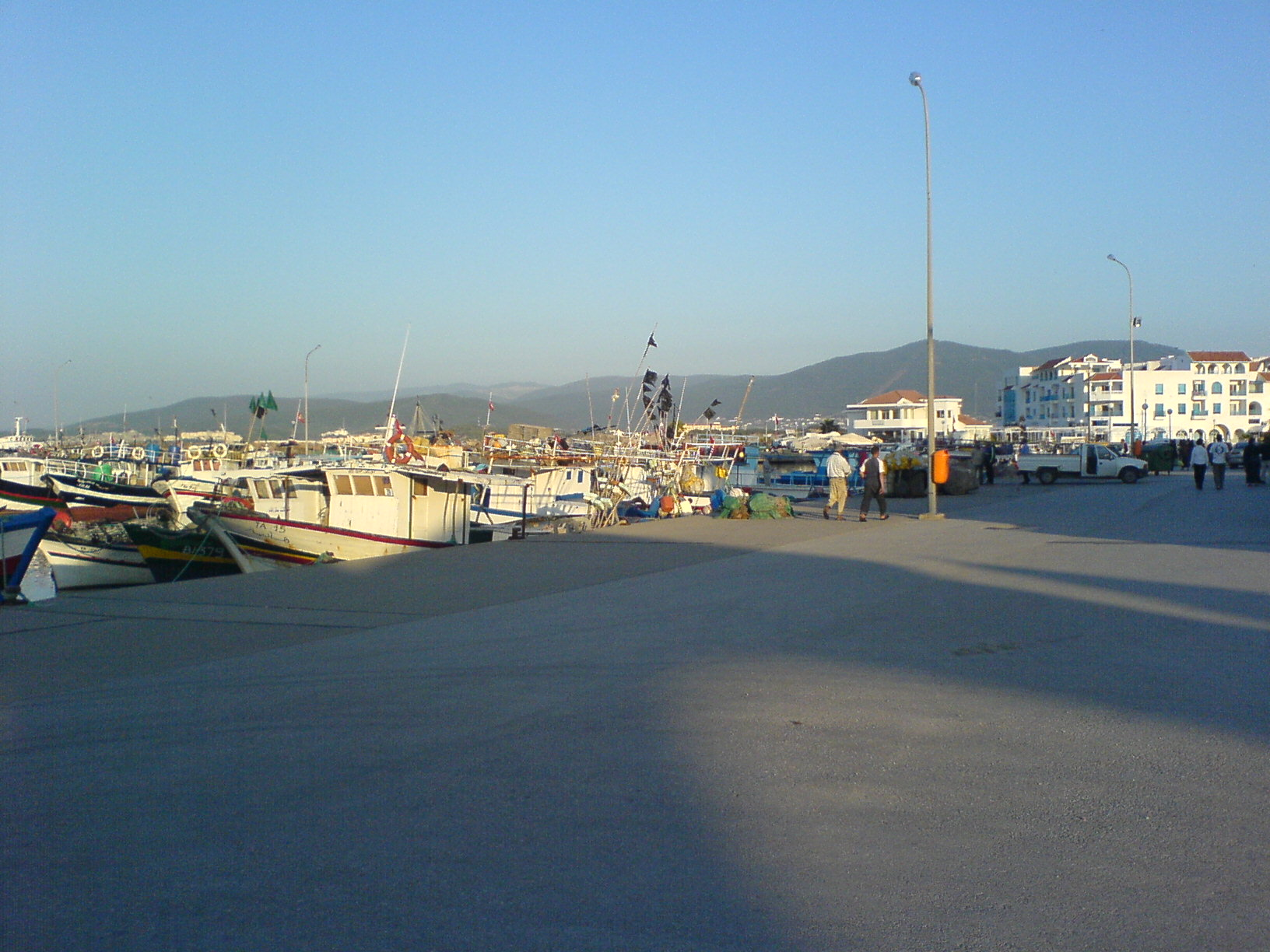

泰拜尔盖（阿拉伯语：‎ Ṭbarqaⓘ）是突尼西亞的沿海城鎮，位於該國西北部地中海沿岸，由堅杜拜省負責管轄，毗鄰與阿爾及利亞接壤的邊境，距離首都突尼斯市175公里，2004年人口15,634。

## 友好城市
- 法國 弗雷瑞斯

## 外部連結
- Tabarka.Com  Tabarka Guide （页面存档备份，存于）
- Tabarka.Org
- Tabarka Forum
- Tabarka Voyages
- Lexicorient （页面存档备份，存于）
- WorldStatesmen-Tunisia（页面存档备份，存于）
- （页面存档备份，存于）